# Emil-Edwin Reinert
Pour les articles homonymes, voir Reinert.
Emil Edwin Reinert, né le 16 mars 1903 à Rava-Rouska (alors Autriche-Hongrie, aujourd'hui Ukraine) et mort le 17 octobre 1953 dans le 16e arrondissement de Paris, est un  réalisateur, scénariste et ingénieur du son français d'origine austro-hongroise.
Reinert a réalisé des films en France, au Royaume-Uni, en Suisse, en Autriche, ainsi que des coproductions associant l'Autriche, l'Italie, la RFA, les États-Unis.

## Biographie

### Une jeunesse et la guerre

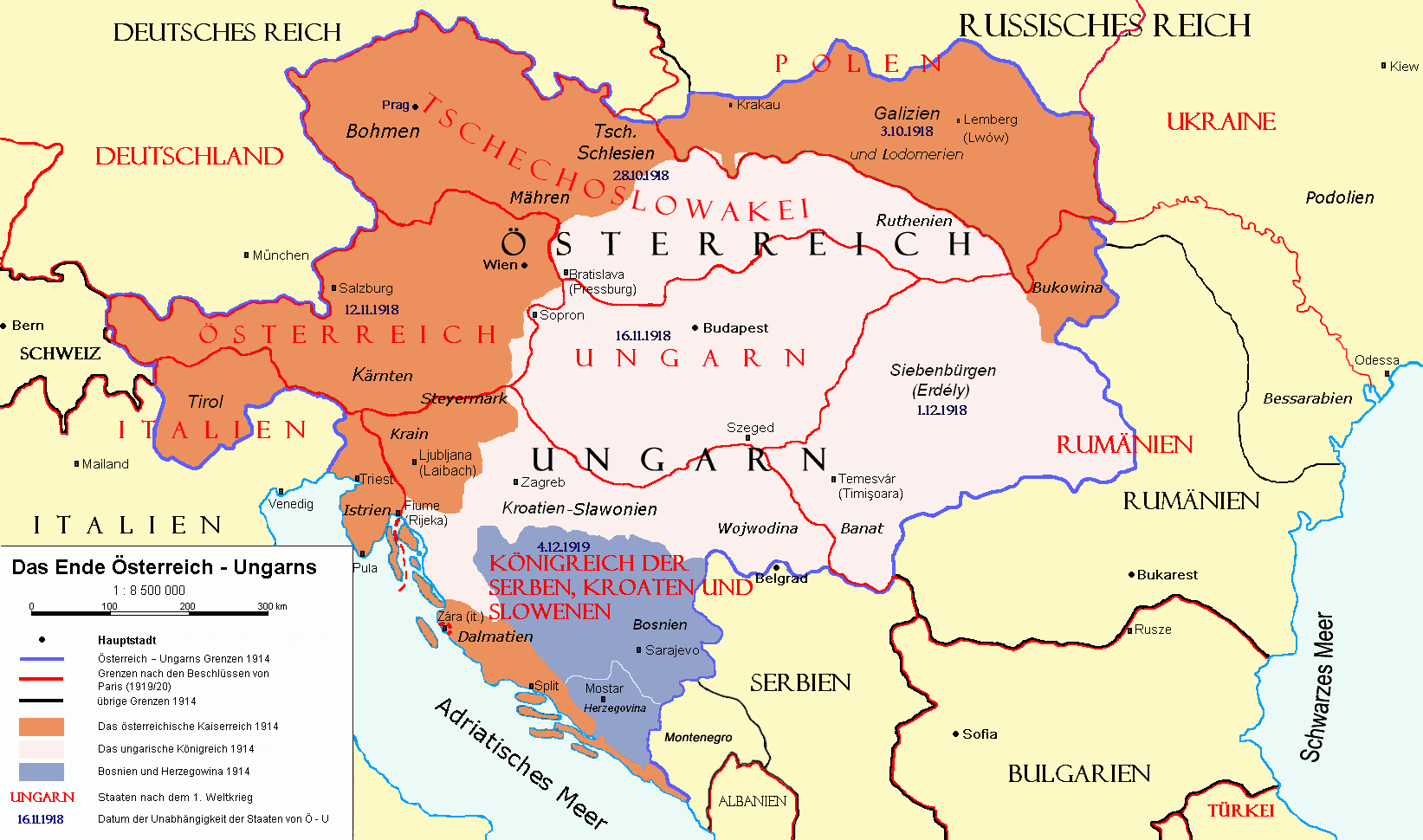
Frontières de l'Autriche-Hongrie en 1914. L'empire d'Autriche (en orange) avec la Galicie au nord-est.

Emil Edwin Reinert était issu d'une famille de propriétaires terriens de Galicie, région au nord-est de l'Autriche-Hongrie, dans laquelle ses ancêtres immigrèrent. Son père Adolf possédait une petite fabrique de conserves et un haras. Eugénia Fred, sa mère éleva ses six enfants tout en maintenant sa passion du piano et de la culture française. Mais dès le début des hostilités de la Première Guerre mondiale, la Galicie - et notamment la région autour de Rawa Ruska - furent éprouvées par des batailles et des pogroms. La famille fut relativement préservée des drames de cette époque, à l'exception d'un des frères d'Emil-Edwin qui mourut tragiquement et du père qui fut victime d'un trauma de guerre. À la suite de la Grande Guerre, en vertu de la Conférence de paix de Paris (1919) et du Traité de Saint-Germain-en-Laye, la Galicie revint à la Pologne. L'adolescent Reinert obtint alors la nationalité polonaise et fut envoyé au gimnazjum de Lublin où il passa son baccalauréat. Bien que restant de cœur lié à l'Autriche natale et à la Pologne d'adoption, à sa foi catholique et à ses proches, il quittera définitivement sa terre disloquée pour la France au cours de l'année 1926, avec la ferme intention de devenir physicien. Au cours de sa jeunesse, le jeune Reinert aura été pétri par des valeurs familiales, parmi lesquelles il fera siennes la détermination et la persévérance de son frère aîné. Ses proches disparurent lors de la campagne de Pologne.

### De l'ingénieur au réalisateur
Reinert a 23 ans lorsqu'il arrive à Grenoble et s'inscrit pour quatre années d'études à l'Institut polytechnique de Grenoble, dirigé alors par Louis Barbillion. On y enseignait, en rupture avec l'enseignement classique, une « physique de l'électricité » fondamentalement orientée vers l'application industrielle. Ensuite c'est en Corse, puis à Marrakech que Reinert collabore en tant qu'ingénieur au développement et à l'interconnexion de réseaux électriques. À la fin des années 1920, celui-ci retourne en France, et après un parcours à la Western Electric Sound System de Paris, il va devenir « un des premiers ingénieurs du son en Europe ». Il est alors engagé par Louis Mercanton, puis Alexander Korda et Léon Poirier en tant que chef-opérateur du son et sera progressivement initié à la réalisation cinématographique.
Dès 1932, soit à l'âge de 29 ans, E.E. Reinert réalisera ses premiers courts métrages dans des studios parisiens. Il tournera, à côté de films de fiction, des documentaires comme La Seine et Les porcelaines de Limoges qui témoignent de son désir de s'incorporer à la culture française. Son premier film court, La Machine à sous (18 min), confirmera à côté d'acteurs amateurs le talent de Génica Athanasiou, comédienne chez Dullin, Marcel Vallée, Georges Pitoëff et Louis Salou. Ce sera pour Pitoëff la première de deux uniques apparitions au cinéma et pour Louis Salou le départ d'une importante carrière. L'année suivante paraît La tête de veau / On déjeune à midi avec Paulette Dubost et Pierre Etchepare. Suit un autre court métrage, Une affaire garantie, avec en particulier Paul Azaïs. Ensuite, c'est le tour de Nous serons toujours heureux (1935), agrémenté par le jeu scénique de Georges Tabet. La même année, Le Siège-arrière, avec Paulette Dubost et Pierre Etchepare, va mettre un terme aux films courts de E.E. Reinert.

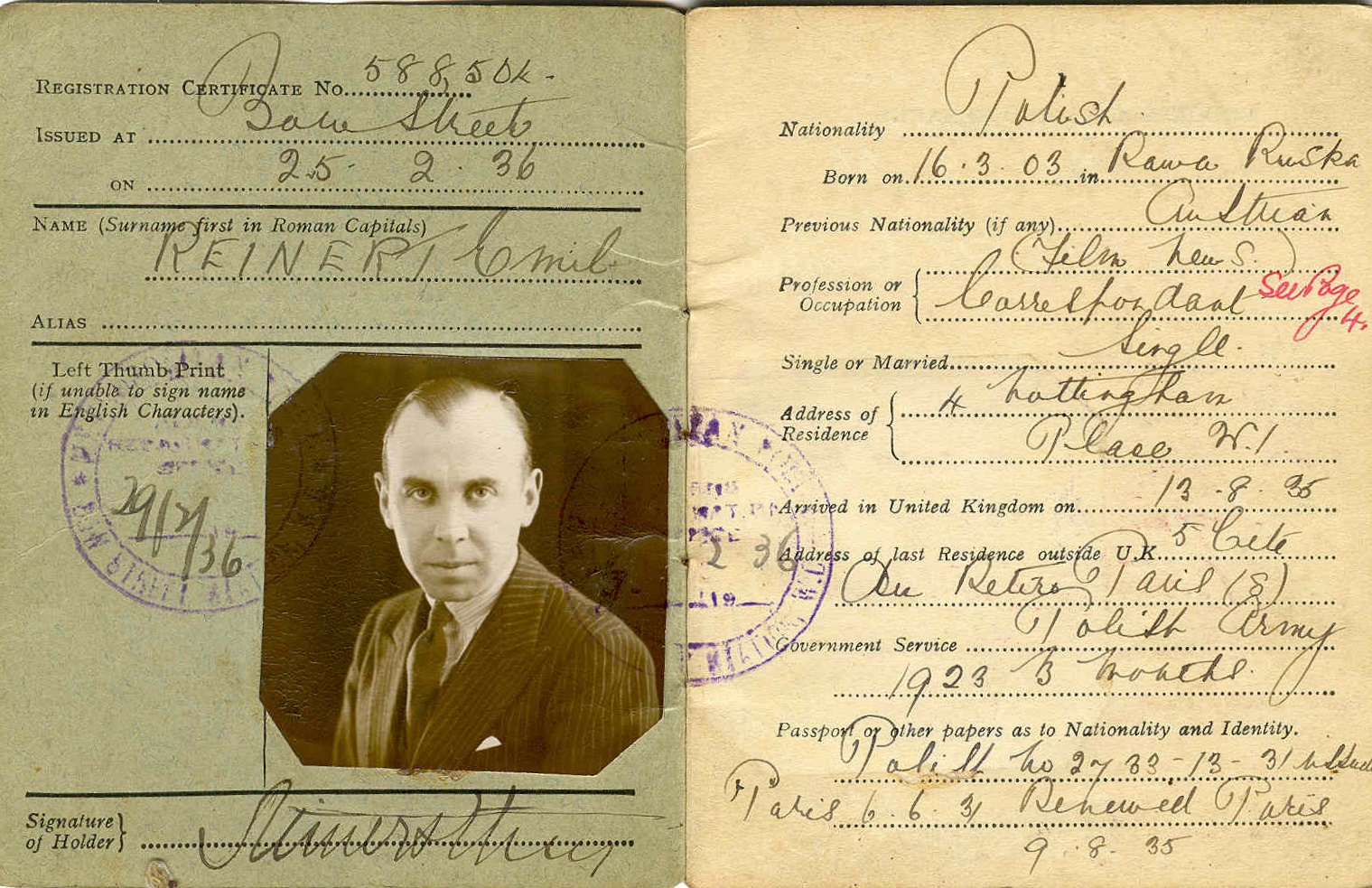
Au temps de Treachery on the High Seas, 1936.

L'année suivante, le réalisateur part pour Londres afin de lancer un premier long métrage, Treachery on the High Seas (1936), une comédie musicale avec Bebe Daniels, son mari Ben Lyon et Charles Farrell. En 1936 toujours, la production et la supervision de Gypsy Melody, une comédie avec Lupe Vélez et Alfred Rode et dont le réalisateur était Edmond T. Greville, lui sera attribué.
Puis il sera appelé par Alfred Rode à concevoir le scénario et la réalisation de Le Danube bleu. Peu avant sa parution, le film est détruit dans l'incendie des laboratoires de Saint-Cloud. Au début de 1939, le producteur décide de relancer l'opération, avec en plus d'autres acteurs. Interprété par Madeleine Sologne et Marguerite Moreno dans les rôles principaux, cette romance donnera quelques moments d'agrément dans une période de morosité et d'insouciance anxieuse. Le film parut dans la France en guerre, le 20 mars 1940.

### Engagement et internement militaire
Lors de la mobilisation générale de 1939, Reinert est à Paris et s'enrôle dans l'armée polonaise, constituée sous commandement franco-polonais. En juin 1940, au plus fort de l'offensive de la machine de guerre de la Wehrmacht sur la France, la 2e division de chasseurs dont il fait partie est encerclée par des unités blindées allemandes à proximité de Belfort. Au cours des combats engagés avec l'ennemi, les Polonais perdent 3 000 hommes et le caporal Reinert, blessé, est fait prisonnier près de Baume-les-Dames. Il parvient néanmoins avec d'autres codétenus à tromper la vigilance de la garde et à gagner avec difficulté, à pied et à cheval — avec un flot de militaires et de civils battant en retraite — la frontière franco-suisse à Brémoncourt-Ocourt. Le 21 juin 1940, Reinert devient alors, comme l'ensemble de sa division, un interné militaire ; il est envoyé, jusqu'en mai 1945, au cantonnement polonais de Dättwil, contigu à Baden, non loin de Zurich.
Au cours de ces années, il est appelé — au prix de quelques tracasseries avec le Département militaire fédéral — à superviser un réalisateur alémanique débutant dans Der doppelte Matthias und seine Töchter (1941), un film parlé en dialecte suisse allemand et tourné en partie à Oberiberg, et qui glorifiait, en ces temps de guerre, tel un hymne à la patrie, les traditions et les valeurs de la Suisse alémanique. Cette réalisation a été présentée en 2004, en pellicule restaurée, au Festival de Locarno.

### Une carrière internationale

#### En France
Peu après la Libération, Reinert obtient la nationalité française. Le réalisateur réside alors à nouveau à Paris et y tourne de nombreux longs métrages. Il s'illustre avec la comédie Tombé du ciel (1946), un film qui évoque des temps difficiles de l'occupation. Claude Dauphin, Jacqueline Gauthier, Jean Carmet et Gisèle Pascal tiennent les premiers rôles. L'année suivante paraît L'Éventail, avec dans les rôles principaux Claude Dauphin et Dany Robin. Ce film paraîtra aux États-Unis en 1953. La même année 1947, Les Films Ariane annoncent Le destin s'amuse, un drame avec André Claveau, Dany Robin, Jean Carmet et Noël Roquevert dans les rôles principaux. Cette réalisation restera longtemps sur les écrans, non seulement pour le jeu des acteurs mais aussi pour la musique de film de Louiguy, et en particulier le célèbre air de Pâquerette chanté par André Claveau. La même année sort également Les Requins de Gibraltar, un film de guerre et d'espionnage avec Annie Ducaux, Louis Salou et Yves Vincent, parmi d'autres acteurs d'une importante distribution.

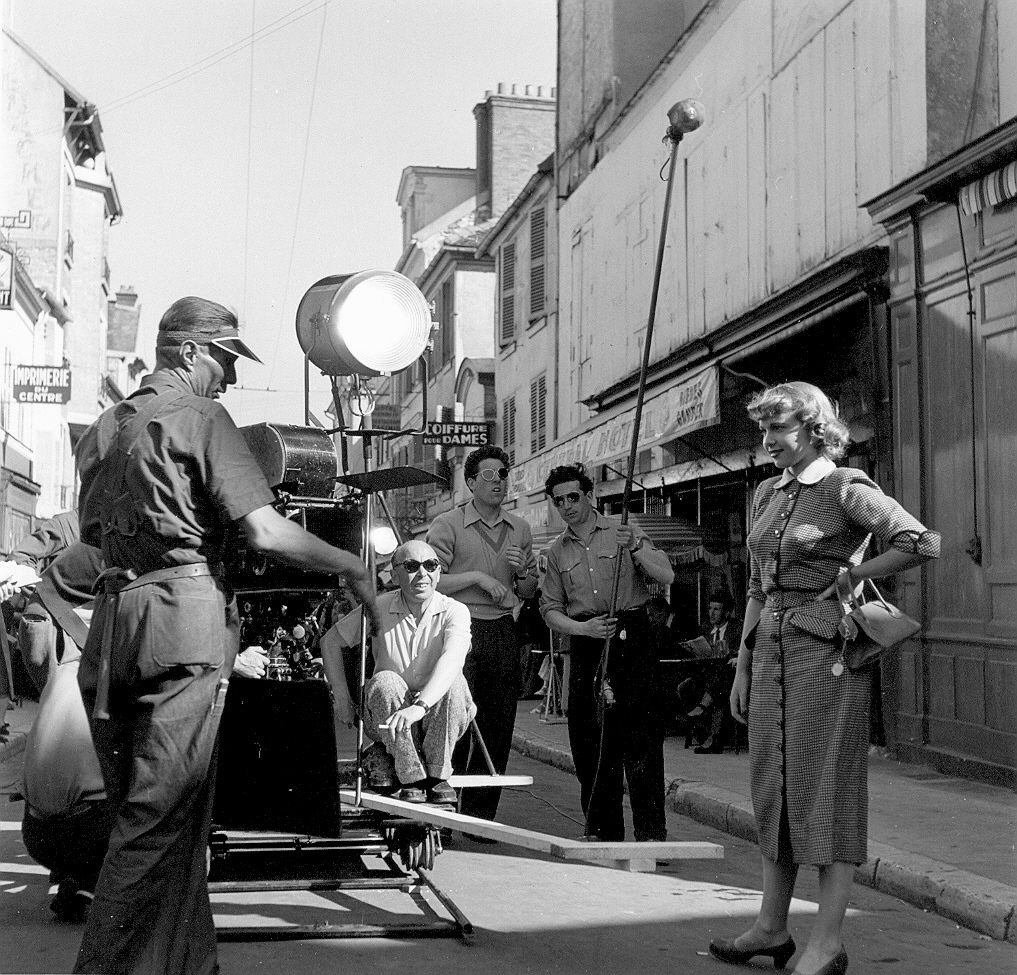
E.E Reinert, tournage de Le destin s'amuse, 1947.

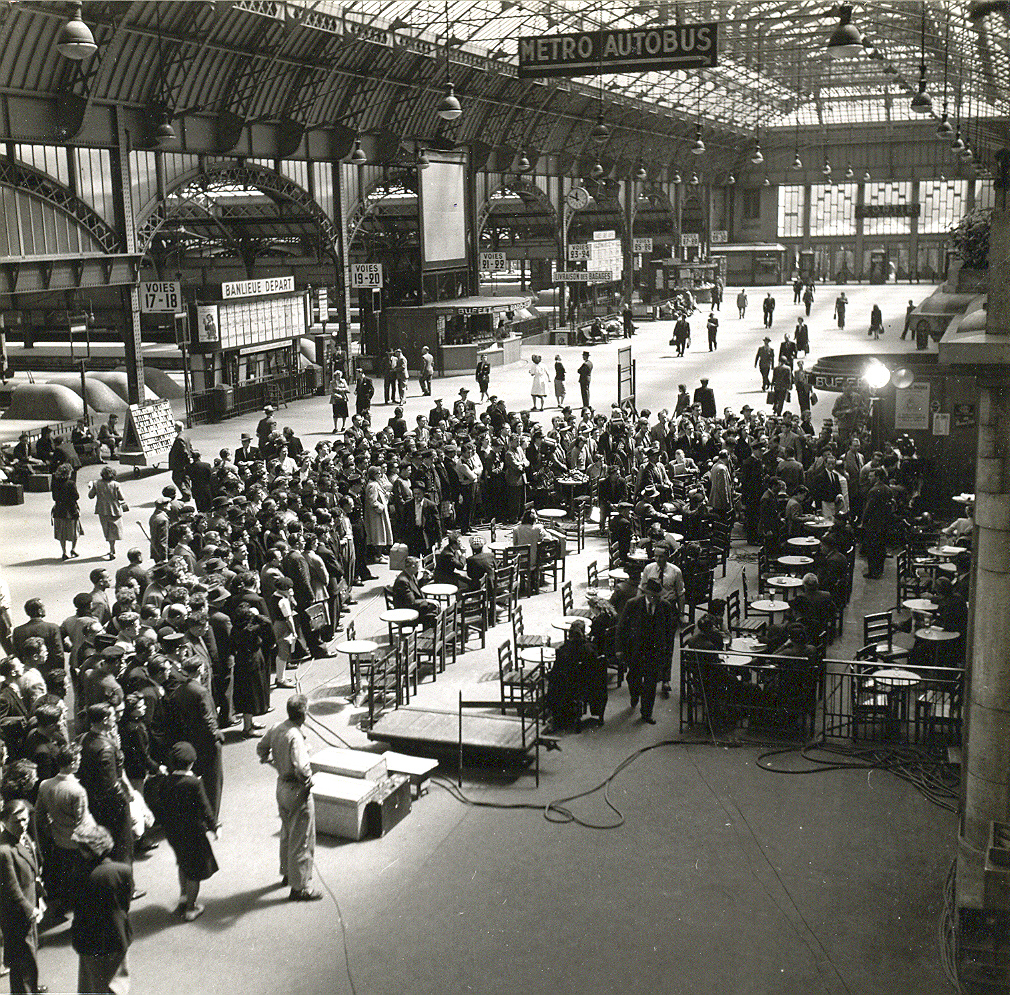
Tournage de Quai de Grenelle, gare de l'Est, 1950.

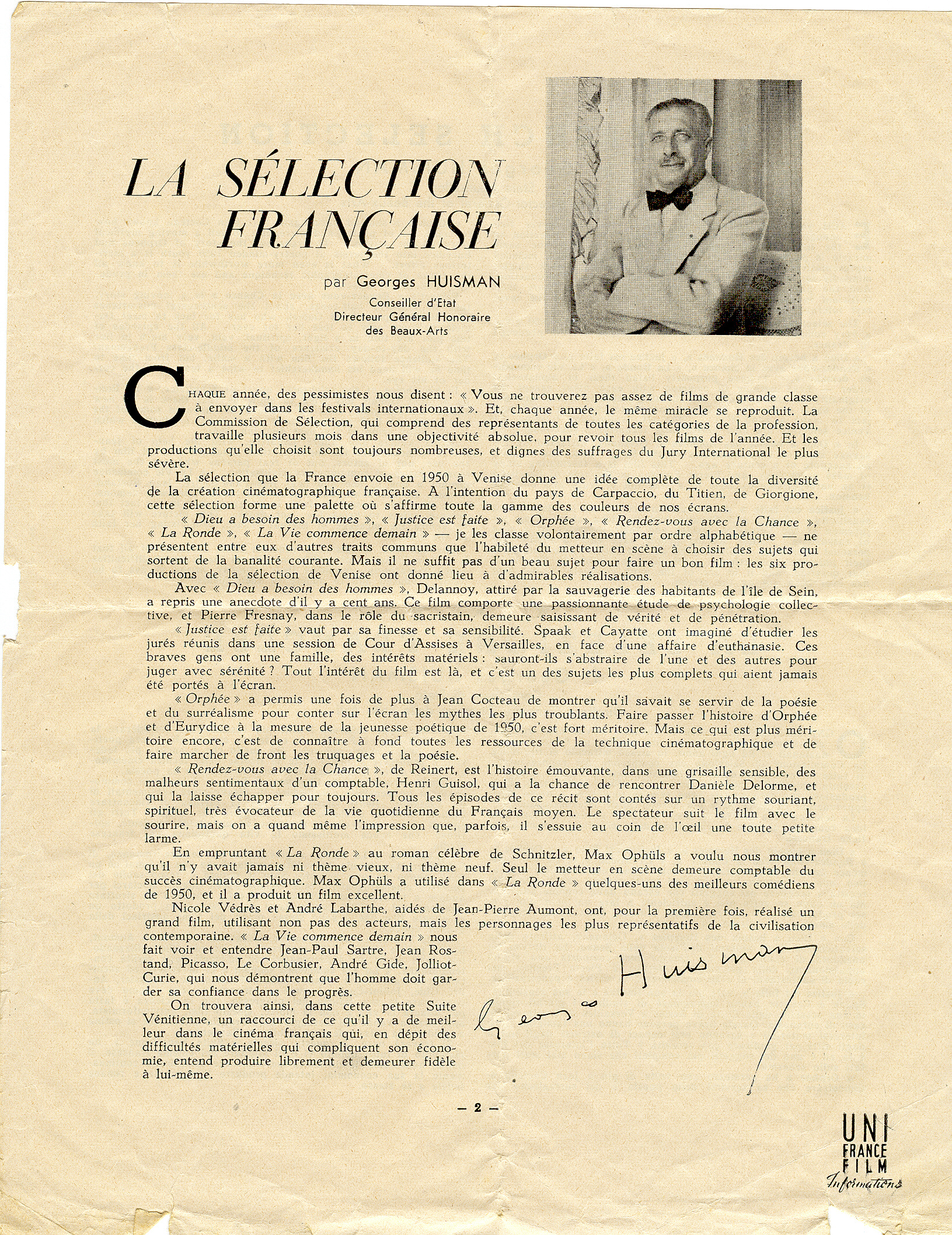
La Sélection française et Rendez-vous avec la Chance par Georges Huisman.

À ce film succède Ainsi finit la nuit, une comédie avec Anne Vernon, Henri Guisol et Claude Dauphin qui eut beaucoup de succès dès sa parution en 1949, non seulement dans les salles obscures des pays francophones, mais aussi anglophones et germanophones. Avec ce film, Reinert inaugure une fructueuse collaboration avec Jacques Natanson, un homme qu'il estimait particulièrement pour ses talents d'acteur, d'écrivain, de réalisateur et de dialoguiste. Il s'associera encore à deux reprises avec lui au cours des deux années suivantes. La même année, sur une musique de Francis Lopez, Fandango fait son apparition sur les écrans français et sera apprécié, non seulement pour la présence de l'actrice et danseuse Ludmila Tcherina que du chanteur de charme Luis Mariano. On y trouve Raymond Bussières, Annette Poivre et Jean Tissier dans les rôles principaux. « C'est le meilleur Mariano » prétendra L'Écran français.
Quai de Grenelle sort ensuite en 1950, avec dans les grands rôles Françoise Arnoul, Jean Tissier, Micheline Francey, Margo Lion et un Henri Vidal en chasseur de vipères assassin est un film toujours visionné aujourd'hui. Ce long métrage aborde le problème toujours actuel de la délinquance, à savoir comment certaines personnes devenues comme étrangères à leur histoire difficile, finissent par déraper, victimes d'un déterminisme implacable (prostituées, meurtriers, personnes désœuvrées), qui les pousse en glissade sur une pente savonneuse et les place en reclus au ban de la société. Mais c'est aussi en parallèle une histoire d'interactions entre deux classes sociales, le modeste quai de Grenelle d'alors et sur l'autre rive de la Seine les quartiers plus cossus du 16e arrondissement de Paris. La thématique de la fatalité, qui parcourt l'œuvre d'un bout à l'autre du film, a été mis entre autres en exergue par un critique de cinéma d'un journal suisse :

« Tel un virtuose, Reinert a libéré la mythologie fataliste grecque de sa gangue littéraire en la transposant au niveau de la réalité cinématographique de l'ici et maintenant. Même l'ambiguë question de la culpabilité humaine, qui souvent se manifeste comme une réaction réflexe dans des situations contraignantes, est ici dévoilée dans sa complexité causale. Les retombées de l’accomplissement du destin se révèlent semblables à une mélodie, tel un leitmotiv douloureux qui parcourt le film ; et même si l'origine de cette fatalité finit par se dévoiler, il est indéniable qu’il y a dans ce réalisateur un maître qui nous révèle, d’une façon éminemment artistique et presque entêtée, ce fatum à l'œuvre dans les situations relationnelles de l’accomplissement de la vie. »

— H.R., Neue Zürcher Zeitung, 27 mai 1951, édition du dimanche, no 1157

La même année et sur un scénario de Reinert et de Natanson, Rendez-vous avec la chance avec Danièle Delorme, Henri Guisol, Suzanne Flon et Dora Doll et Louis de Funès dans un second rôle, rencontrera un succès non seulement en France, mais aussi dans les pays germanophones, anglophones, en Italie et en Russie. Le film a concouru, en sélection officielle, à la Mostra de Venise, mais n'obtint pas de prix. La critique internationale fut globalement élogieuse, y compris de la part de chroniqueurs cinématographiques des plus exigeants : 

« Et venons-en aux films qui, au moment où j'écris, ont marqué. Je veux dire d'abord combien j'ai aimé le Rendez-vous avec la chance, d'Emile Reinert, que vous pouvez voir dès maintenant à Paris. C'est, sur un ton mineur, une œuvre ravissante qui nous concerne tous directement, hommes et femmes, dans la mesure oò nous sommes tous plus ou moins en train de rater notre vie. On y admire une Danièle Delorme oubliée : une Suzanne Flon attachante dans un rôle ingrat; et surtout, surtout, Henri Guisol. On a enfin donné sa chance à cet excellant comédien.(...) »

— Claude Mauriac, Le Figaro littéraire, 2 septembre 1950.

« Rendez-vous avec la Chance de Reinert est l'histoire émouvante, dans une grisaille sensible, des malheurs sentimentaux d'un comptable, Henri Guisol, qui a la chance de rencontrer Danièle Darrieux, et qui la laisse échapper pour toujours. Tous les épisodes de ce récit sont contés sur un rythme souriant, spirituel, très évocateur de la vie quotidienne du Français moyen. Le spectateur suit le film avec le sourire, mais on a quand même l'impression que, parfois, il s'essuie au coin de l'œil une toute petite larme. »

— Georges Huisman, La sélection française, Uni France Film, 1950.

#### Une année de transition
L'année 1951 marque un tournant important dans la vie et la production du réalisateur. Cinq films vont paraître cette année-là, deux en français et trois en allemand. Le 1er mars 1951, la première de A Tale of Five Cities a lieu à Londres, segment d'une super coproduction en cinq séquences attribuées chacune à une équipe de réalisation représentant les grandes nations européennes du cinéma — l'Autriche, la France, l'Italie, l'Allemagne de l'Ouest et le Royaume-Uni. À travers ce projet s'exprimait alors aussi une volonté, celle de renforcer les liens dans le cinéma européen d'après guerre en intégrant à nouveau l'Allemagne, l'Autriche et l'Italie, épousant du même coup l'esprit du Conseil de l'Europe. Le film parut en France sous le titre de L'inconnue des cinq cités. Et il y eut, dans les rôles principaux, les acteurs Bonar Colleano, Barbara Kelly, Anne Vernon, Lana Morris, Eva Bartok, Annette Poivre et Gina Lollobrigida.

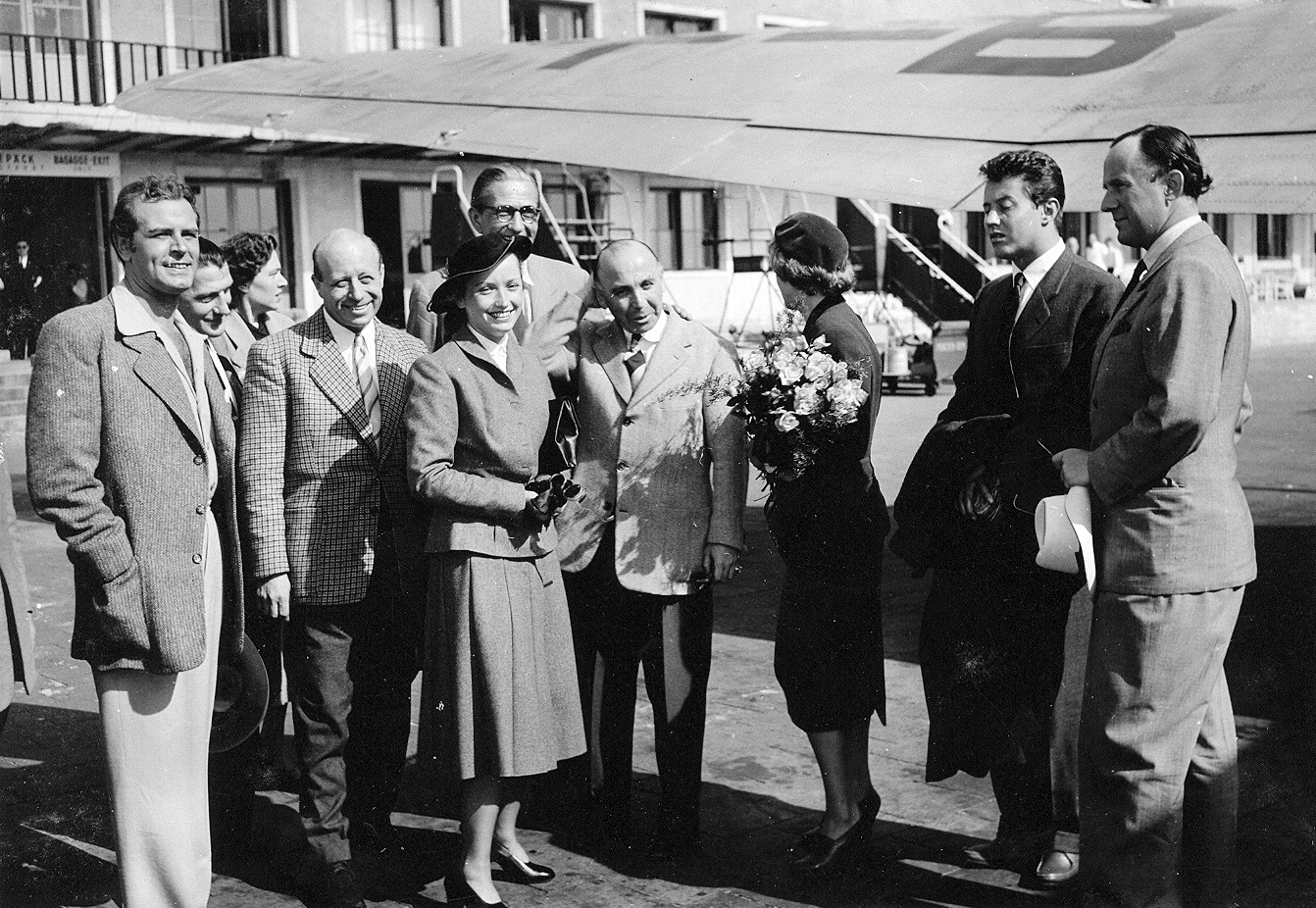
Arrivée de l'équipe de L'Aiguille rouge, Munich, 1950.

Les réalisations de E.E. Reinert connaissent depuis cinq ans un intérêt grandissant dans les pays germaniques. Aussi des producteurs de l'industrie du cinéma austro-allemand, dont la fameuse Paula Wessely Filmproduktion Wien le contactèrent. Il signa trois contrats à Munich et à Vienne entre janvier 1949 et mars 1950. Le premier d'entre eux concernait la réalisation — encore dans l'esprit du Conseil de l'Europe — d'un premier film franco-allemand en deux versions linguistiques. Verträumte Tage, puis L'Aiguille rouge débutèrent en automne 1950 en Bavière près de Mittenwald, au Lautersee et à Garmisch avec un producteur et des acteurs pour chaque pays. Avec dans les rôles principaux en version française, Margo Lion, Jean Marchat, Michèle Philippe et Michel Auclair. Et en version allemande, Axel von Ambesser, O.W. Fischer et la polyglotte Margo Lion.

#### En Autriche
Entre 1950 et 1952, Reinert séjourne à plusieurs reprises à Vienne et signe du coup un retour au pays de ses racines. Son premier film, Wiener Walzer (La Guerre des valses), invite à découvrir, par le biais de la lecture de quelques pages d'un journal intime, déposé dans le compartiment secret d'un secrétaire que possède un antiquaire de Vienne, la vie de Johann Strauss père. Par-delà le tournoiement de belles femmes en crinolines ondoyantes, accompagnées de leurs cavaliers menant la valse et la quadrille, le film révèle petit à petit, brossé avec une finesse psychologique relevée d'une pointe d'humour, le drame conjugal du compositeur, auquel va s'ajouter un jour le cruel dépassement de Johann Strauss fils. Vient ensuite un film d'histoire, Maria-Theresia avec Paula Wessely dans le rôle d'une Marie-Thérèse d'Autriche motivée par l'envie et la vengeance. Le tournage du film — budgétisée à 6 millions de Schilling — eut lieu en grande partie au château de Schönbrunn et 2 000 figurants furent enrôlées avant la réalisation de cette fresque monumentale.

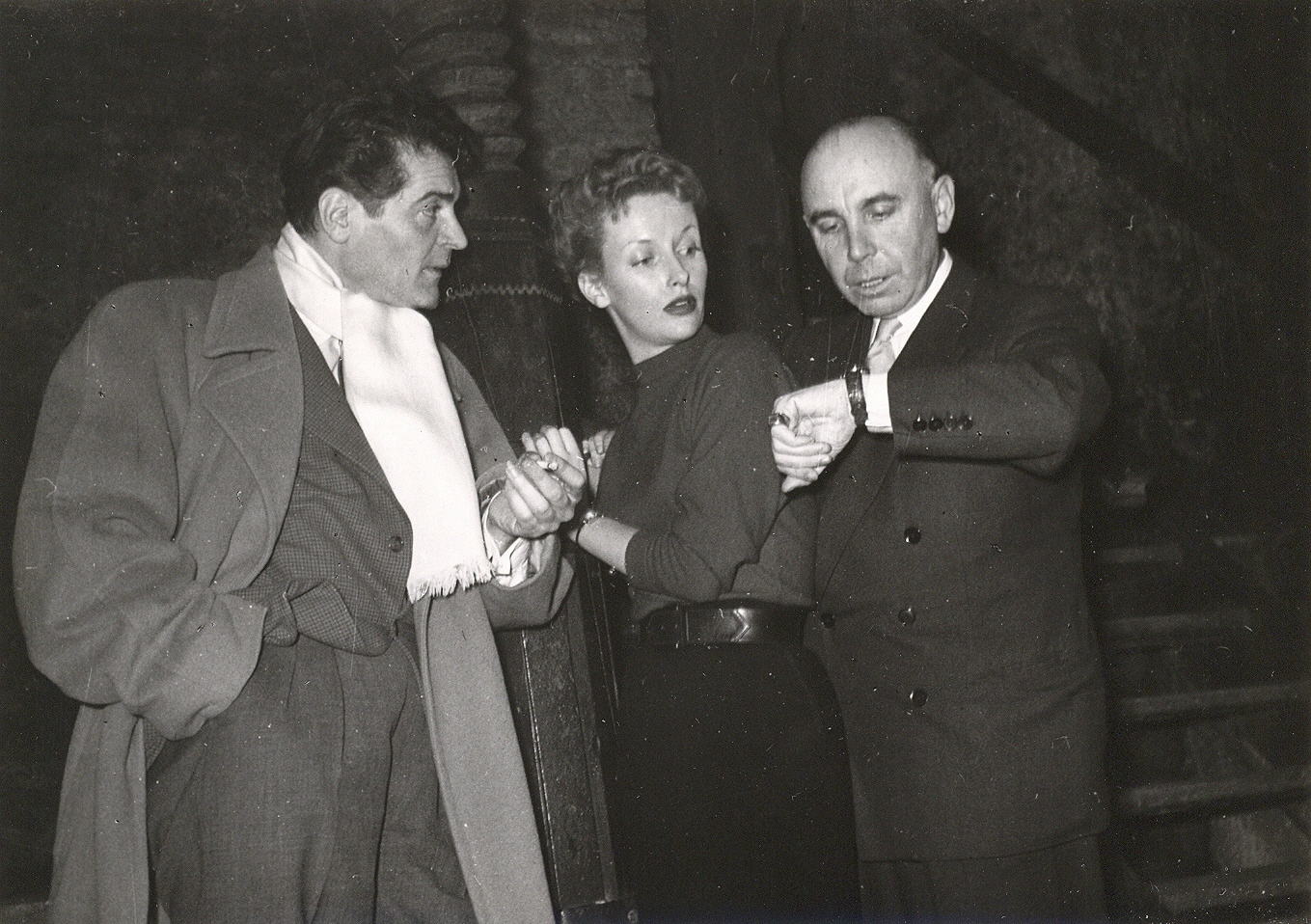
Lederer, Camden, Reinert lors de Stolen Identity, Vienne, 1952.

Son dernier et peut-être meilleur film, Abenteuer in Wien (de) fut aussi la première coproduction austro-américaine depuis la fin du cinéma muet. Ce film noir possède comme décors un quartier d'une Vienne inhabituellement vétuste, insolite et par moments presque menaçante, dans laquelle s'égarent des individus revenus d'années de guerre, déracinés, déambulant dans les ruines des bombardements, en quête de protection et d'un avenir meilleur. Les Archives du film (Filmarchiv Austria) du centre audiovisuel du Parc Augarten à Vienne ont signé en 2005 un livre contenant le DVD et la précision suivante : « Abenteuer in Wien/Stolen Identity est un petit chef-d'œuvre du film noir, aujourd'hui presque oublié... L'un des plus remarquables films policiers en langue allemande. »

### Le retour en France
Un an après son retour d'Autriche, Emil-Edwin Reinert meurt à son domicile parisien, 25 avenue de Versailles, à Paris, âgé alors de 50 ans, des suites d'un cancer du rein. La cérémonie funèbre eut lieu en l'église Notre-Dame-d'Auteuil, l'inhumation suivit au cimetière de Bagneux.
E.E. Reinert avait épousé, le 12 mai 1945 à Zurich Irène-Elisabeth Kaeser, violoniste et Suissesse. En 1949, cette union vit la naissance d'un unique enfant, Jean-Michel.
Le réalisateur parlait plusieurs langues : français, anglais, allemand, polonais, et avait de bonnes notions d'italien et de russe. Dès 1938, il fut un proche ami du compositeur Joe Hajos, du scénariste Gérard Carlier et depuis la dernière guerre, du médecin psychiatre Josel Brezinski. Au fil du temps s'ajoutèrent le réalisateur Ernst Neubach, le scénariste et producteur Jacques Companeez, la cantatrice Maria Stader, le producteur Robert Woog et le réalisateur et cadreur autrichien Helmuth Ashley.

## Dénomination
Emil-Edwin Reinert est répertorié sous différentes graphies : Emil E. Reinert, Emile E. Reinert, E. Emil Reinert, Eddy Reinert, Emile Reinert ou E.E. Reinert.

## Filmographie

### Comme réalisateur

#### enFrance

##### Courts métrages
- 1932 La Seine
- 1932 Les Porcelaines de Limoges
- 1932 La Machine à sous
- 1933 La Tête de veau
- 1934 Une affaire garantie
- 1935 Nous serons toujours heureux
- 1935 Le Siège arrière

##### Longs métrages
- 1930 : Caïn, aventures des mers exotiques (comme coscénariste et coréalisateur de Léon Poirier)
- 1936 : Treachery on the High Seas
- 1938-1939 Le Danube bleu, (coréalisateur Alfred Rode), Italie : Amore ribelle
- 1946 : Tombé du ciel
- 1947 : L'Éventail, États-Unis : Naughty Martine (1953)
- 1947 : Le destin s'amuse
- 1947 : Les Requins de Gibraltar, Italie : Gli squali della morte
- 1949 : Ainsi finit la nuit, RFA : Nacht der Liebe, États-Unis : Thus Finishes the Night
- 1949 : Fandango, Suède : Muntergökarna
- 1950 : Quai de Grenelle, Italie: Vipere (1950), RFA : Dein Weg ist dir bestimmt (1952), États-Unis : Danger Is a Woman, URSS : Министерство труда, Suède : De gula strecken
- 1950 : Rendez-vous avec la chance, Grande-Bretagne: Rendezvous with Luck, États-Unis : Bed for Two, URSS : Свидание с удачей
- 1951 : L'Inconnue des cinq cités, (coproduction concernant cinq pays et en quatre séquences). Coréalisateurs: Grande-Bretagne: Montgomery Tully A Tale of Fives Cities, Autriche: Géza von Cziffra Fünf Städte - Fünf Mädchen, RFA : Wolfgang Staudte Fünf Mädchen und ein Mann, Italie : Romolo Marcellini Passaporto per l'Oriente .
- 1951 : L'Aiguille rouge, en version allemande avec d'autres acteurs, Veträumte Tage.

#### auRoyaume-Uni
- 1936 Treachery on the High Seas

#### enSuisse
- 1941 Der doppelte Matthias und seine Töchter, consultant superviseur, (réalisateur Sigfrit Steiner),  RFA : Das Fünfmäderlhaus (1958).

#### enAutriche
- 1951 Wiener Walzer, France : La guerre des valses, URSS : Вена танцует, États-Unis : Vienna Waltzes (1961)
- 1951 Maria-Theresia, France L'impératrice Marie-Thérèse (1954)
- 1952 Abenteuer in Wien, version États-Unis et avec d'autres acteurs, Stolen Identity (1953), coréalisation Gunther von Fritsch, RFA : Gefährliches Abenteuer et Ich war Jack Mortimer

### Comme scénariste
- 1939 Le Danube bleu, France.
- 1950 Rendez-vous avec la chance, France.
- 1950 Les Mémoires de la vache Yolande, France
- 1951 L'Aiguille rouge et Verträumte Tage, France et Allemagne.
- 1951 Wiener Walzer, Autriche.

### Comme producteur

#### auRoyaume-Uni
- 1936 Capitaine tzigane (Gipsy Melody) d'Edmond T. Gréville